# Brycinus schoutedeni
Brycinus schoutedeni är en fiskart som först beskrevs av George Albert Boulenger 1912.  Brycinus schoutedeni ingår i släktet Brycinus och familjen Alestidae. Inga underarter finns listade.